# Diffrazione di Fraunhofer
La diffrazione di Fraunhofer corrisponde al caso in cui la luce diffratta da una o più fenditure (sul quale incide un fascio di raggi luminosi paralleli), è osservata a grande distanza dallo schermo stesso.

## Diffrazione da una fenditura

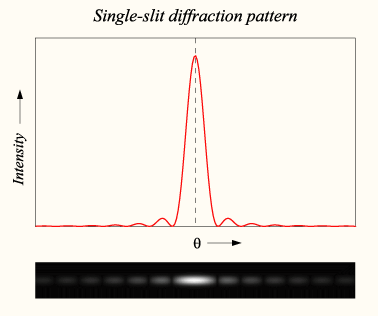
Grafico e figura di diffrazione da una singola fenditura di lunghezza infinita

Nel caso di una fenditura di lunghezza infinita e di larghezza {\displaystyle a} l'intensità {\displaystyle I} della luce diffratta varia con l'angolo di diffrazione {\displaystyle \theta } secondo la relazione:
{\displaystyle I\propto I_{max}{\frac {\sin ^{2}\beta }{\beta ^{2}}},\qquad \beta ={\frac {\pi a}{\lambda }}\sin \theta }
dove λ è la lunghezza d'onda della radiazione incidente. La funzione I(θ) ha una serie di massimi di altezza rapidamente decrescente. I massimi successivi sono separati da minimi, che corrispondono agli angoli per i quali {\displaystyle \sin \theta ={\frac {n\lambda }{a}}}, dove n è un numero intero. In questi punti l'intensità si annulla. Dati n=1 e n=-1 definiamo {\displaystyle \Delta \sin \theta =2\lambda /a} come la larghezza del massimo d'intensità. Notiamo subito che se {\displaystyle a} è molto maggiore della lunghezza d'onda, otteniamo un massimo principale stretto, e questo ci riporta al caso della semplice interferenza (a dimostrazione del fatto che la diffrazione è un caso speciale di interferenza fra onde). Viceversa, per valori di a nell'ordine della lunghezza d'onda, ad esempio {\displaystyle a=\lambda } otteniamo un massimo che si annulla in {\displaystyle \Delta \sin \theta =2}, ovvero in {\displaystyle \theta =\pi /2}: il fenomeno della diffrazione è ora decisamente evidente. Risulta importante sottolineare quindi che la diffrazione si verifica sempre, ma la sua rilevanza dipende dal valore di a.

## Reticolo di diffrazione
Nel caso di un reticolo di diffrazione
formato da N fenditure di ampiezza a e parallele a una distanza d l'una dall'altra:
{\displaystyle I\propto {\frac {\sin ^{2}\beta }{\beta ^{2}}}{\frac {\sin ^{2}N\gamma }{\sin ^{2}\gamma }},\qquad \beta ={\frac {\pi a}{\lambda }}\sin \theta ,\qquad \gamma ={\frac {\pi d}{\lambda }}\sin \theta }
I punti in cui {\displaystyle \sin \theta ={\frac {n\lambda }{d}}} corrispondono ai massimi principali di interferenza, che diventano infinitamente alti e stretti per {\displaystyle N\to \infty }, mentre i punti dove {\displaystyle \sin \theta ={\frac {(2n+1)\lambda }{2Nd}}} corrispondono ai massimi secondari di interferenza.

## Diffrazione da un'apertura circolare
Nel caso di un'apertura circolare di diametro d si forma un disco di Airy, in cui l'intensità in funzione dell'angolo di diffrazione è data da:
{\displaystyle I=I_{0}\left[{\frac {2J_{1}(\alpha )}{\alpha }}\right]^{2},\qquad \alpha ={{\frac {\pi d}{\lambda }}\sin \theta }}
dove J1 è la funzione di Bessel di ordine 1. Il primo minimo si realizza per {\displaystyle \sin \theta \approx 1{,}22{\frac {\lambda }{d}}}.